# The Colourful Life
The Colourful Life est le seul album du groupe britannique de rock indépendant Cajun Dance Party. Produit par Bernard Butler, il sort le 28 avril 2008 sous le label XL Recordings.

## Contexte
L'album est enregistré entre avril et décembre 2007 aux West Heath studios de Londres, lors des vacances scolaires des membres du groupe.

## Réception
Pour Tim Sendra, d'AllMusic, « Cajun Dance Party ne fait rien de trop unique ou spécial ici, mais ils le font avec conviction et courage et c'est suffisant pour en faire un très bon premier album ». Marc Hogan, de Pitchfork, trouve l'album peu coloré où seule la chanson The Next Untouchable ressort du lot. Rob Webb de Drowned in Sound est encore plus dur et déclare que l'« album qui est en fait assez accompli musicalement devrait, en fin de compte, s'avérer si oubliable ».
Betty Clark, du Guardian, trouve pour sa part que « Cajun est, heureusement, la preuve que l'indie-pop peut encore prendre de nouvelles formes énergisantes lorsqu'elle est dotée de l'émerveillement propre à la jeunesse ».

## Promotion
Le groupe se produit entre juillet et novembre 2008 dans de nombreux festivals au Royaume-Uni et à l'étranger, tels que Reading and Leeds, Glastonbury, Oxegen, T in the Park, Underage Festival, Camden Crawl, le Summer Sonic Festival au Japon et la tournée Les Inrocks en France.

## Liste des pistes
Toutes les chansons sont écrites et composées par Daniel Blumberg et Robbie Stern, sauf où indiqué.
| 1.    | Colourful Life                                             | 3:31 |
| 2.    | The Race                                                   | 3:59 |
| 3.    | Time Falls                                                 | 3:20 |
| 4.    | The Next Untouchable                                       | 5:05 |
| 5.    | No Joanna                                                  | 3:19 |
| 6.    | Amylase                                                    | 3:42 |
| 7.    | The Firework                                               | 3:36 |
| 8.    | Buttercups                                                 | 5:24 |
| 9.    | The Hill, The View and The Lights (Blumberg, Stein, Freun) | 3:41 |
| 35:37 |                                                            |      |

| Japanese Bonus Track | Japanese Bonus Track      | Japanese Bonus Track | Japanese Bonus Track | Japanese Bonus Track | Japanese Bonus Track | Japanese Bonus Track | Japanese Bonus Track | Japanese Bonus Track | Japanese Bonus Track |
| No                   | Titre                     | Durée                |                      |                      |                      |                      |                      |                      |                      |
| -------------------- | ------------------------- | -------------------- | -------------------- | -------------------- | -------------------- | -------------------- | -------------------- | -------------------- | -------------------- |
| 10.                  | Yesterday I Lost My Heart | 3:22                 |                      |                      |                      |                      |                      |                      |                      |
| 11.                  | The Parachute             | 3:35                 |                      |                      |                      |                      |                      |                      |                      |
| 42:34                |                           |                      |                      |                      |                      |                      |                      |                      |                      |

## Classements
| Classement (2008)             | Meilleure position |
| ----------------------------- | ------------------ |
| Royaume-Uni (UK Albums Chart) | 49                 |

## Personnel

### Cajun Dance Party
- Daniel Blumberg - voix
- Robbie Stern - guitares, synthétiseurs, arrangements de cordes
- Vicki Freund - claviers, voix
- Max Bloom - basse, percussions
- Will Vignoles - batterie

### Personnel supplémentaire
- Sally Herbert - violon (pistes 1, 2, 5)
- Louisa Fuller - violon (pistes 1, 2, 5)
- Paul Thompson - violon (pistes 1, 2, 5)
- Hannah Bowers - violon (piste 6)
- Sara Fattal - violon (plage 6)
- David Britton - violon (plage 6)
- Chris Worsey - violoncelle (pistes 2, 3, 5)